# Allee-Center Leipzig

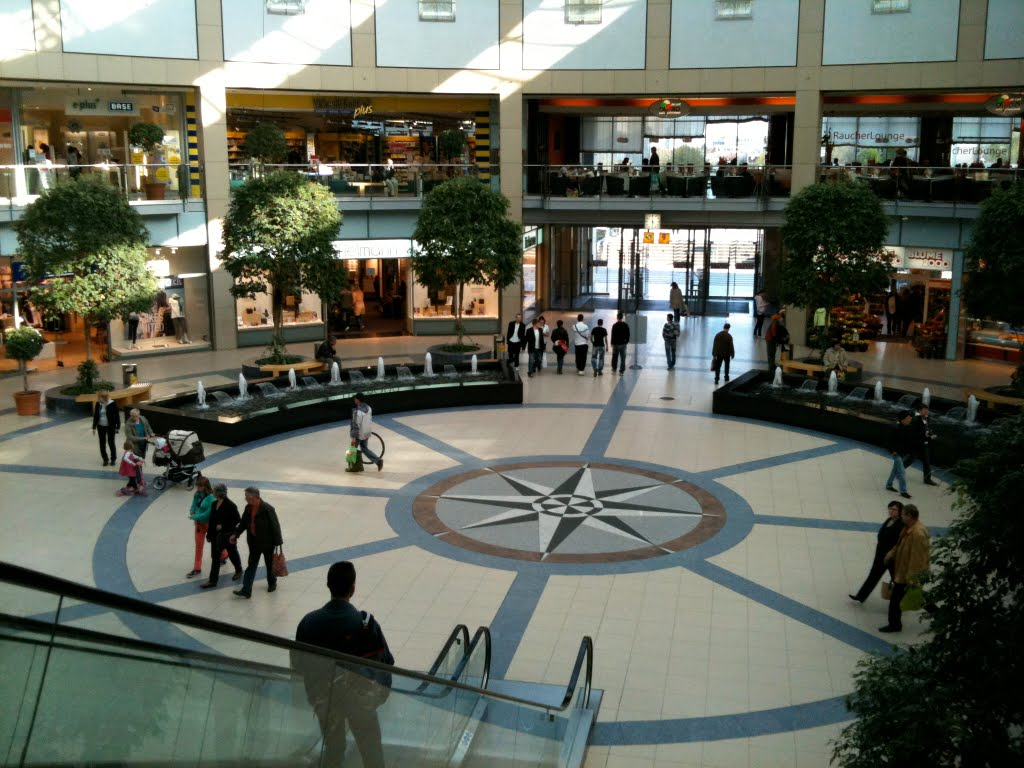
Unter der Kuppel

Das Allee-Center Leipzig ist ein am 5. September 1996 eröffnetes Einkaufszentrum in Leipzig, das von der Kintyre S&L GmbH betrieben wird. Die Bauausführung oblag dem Essener Baukonzern Hochtief AG.

## Beschreibung
Das Allee-Center mit seinen 2 Geschossen verfügt über 31.000 m² Verkaufsfläche. 100 Fachgeschäfte aus unterschiedlichen Branchen wie Lebensmittel oder Gesundheit bieten ihre Waren an, wobei die größten Teilflächen von den Bereichen Textil und Hartwaren sowie von einem Möbelhaus belegt werden. Im Einkaufszentrum befindet sich außerdem ein Multiplex-Kino.

## Fakten und Zahlen
Rund 900 Angestellte arbeiten im Allee-Center, das im Durchschnitt von 18.000 Besuchern täglich frequentiert wird. Der Betreiber geht von einem Gesamteinzugsgebiet von insgesamt 200.000 Personen aus. Das Allee-Center befindet sich rund 8 Kilometer südwestlich der Innenstadt im Ortsteil Grünau-Mitte, im Zentrum der 1976 bis 1988 errichteten Großsiedlung Grünau. Das klar umrissene, anspruchsvolle Bauwerk bildet eine urbane Mitte in Leipzig-Grünau. Nord- und Südeingang sind jeweils durch hohe, transluzente Glastürme gekennzeichnet, die als Wahrzeichen fungieren. Die beiden Parkgeschosse auf dem Gelände wurden mit einer leichten, filigranen Stahlkonstruktion verkleidet und von außen und oben eingegrünt.
Seit 2010 gab es rund um das Allee-Center herum mehrfach Probleme mit Jugendbanden, die Ladenbetreiber und Kunden terrorisierten. Im Februar 2014 wurden Pläne zur Aufwertung Grünaus öffentlich gemacht: Im Rahmen des Integrierten Stadtteilentwicklungskonzepts für Grünau ist unter anderem ein neues Bildungs- und Bürgerzentrum inklusive einer großen Stadtteilbibliothek im Allee-Center geplant. Nach Stand 2021 wird das geplante Bildungs- und Bürgerzentrum aber nicht mehr im Allee-Center angesiedelt, sondern einige Hundert Meter weiter südlich an der Stuttgarter Allee im Bereich des Offenen Jugendtreffs Völkerfreundschaft.

## Erreichbarkeit und Infrastruktur
Das Allee-Center verfügt auf drei Ebenen über kostenfreie 1000 PKW-Parkplätze und 175 Fahrradparkplätze.
Mit dem öffentlichen Nahverkehr erreicht man das Einkaufszentrum mit der S-Bahn-Linie 1und 10, den Straßenbahnlinien 1, 2, 8 und 15 sowie mit Bussen der LVB, Linien 61, 65, 66 und 161.

## Belege
1. ↑  Übersicht über Fläche und Branchenmix (Memento vom 23. September 2015 im Internet Archive). ECE-Website. Abgerufen am 12. Juni 2015.
2. ↑  Übersicht über die Mieter des Centers. Center-Website. Abgerufen am 11. September 2023
3. ↑  Besucherfrequenz und Einzugsgebiete (Memento vom 23. September 2015 im Internet Archive) ECE-Website. Abgerufen am 12. Juni 2015
4. ↑  Angst am Leipziger Allee-Center. (Memento vom 30. Juni 2020 im Internet Archive) Website Leipziger Volkszeitung. Abgerufen am 24. Juni 2015
5. ↑  Alkohol und Drogen lassen Hemmschwelle am Leipziger Allee-Center sinken. (Memento vom 30. Juni 2020 im Internet Archive) Website Leipziger Volkszeitung. Abgerufen am 24. Juni 2015
6. ↑  Fotostrecke mit Politikern, Polizei sowie Kunden und Beschäftigten des Allee-Centers bezüglich der Problematik. (Memento vom 20. April 2016 im Internet Archive) Website Leipziger Volkszeitung. Abgerufen am 25. Juni 2015
7. ↑  Wird Grünau Leipzigs neues Boom-Viertel? (Memento vom 20. Januar 2022 im Internet Archive) lvz.de. Abgerufen am 3. Juli 2015
8. ↑  Stadt Leipzig, Dezernat für Stadtentwicklung und Bau: Beantwortung der Ratsanfrage VII-F-05523 Bildungs- und Bürgerzentrum Grünau. 21. September 2021, archiviert vom Original (nicht mehr online verfügbar) am 9. Dezember 2021; abgerufen am 4. Dezember 2021.
9. ↑  Anfahrt und Parken. Center-Website. Abgerufen am 11. September 2023